# Touba (Mali)
Touba es una localidad de la prefectura de Mali en la región de Labé, Guinea, con una población censada en marzo de 2014 de 18 735 habitantes.
Se encuentra ubicada al norte del país, cerca de la frontera con Senegal.